# Frederik
A Frederik ógermán eredetű férfinév, jelentése: béke + uralkodó, hatalom.

## Rokon nevek
- Frederíkó:[1] a Frederik olasz alakváltozata
- Frigyes

## Gyakorisága
Az 1990-es években a Frederik és a Frederíkó szórványos név, a 2000-es években nem szerepelnek a 100 leggyakoribb férfinév között.

## Névnapok
- március 3.
- július 18.

## Híres Frederikek, Frederíkók
- Frédéric Chopin lengyel zeneszerző
- Frederik Federmayer szlovák történész
- Frederik Pohl amerikai sci-fi-író
- Frederik Schram izlandi labdarúgó